# Cureggio
Cureggio (piemontesisch Curegg, lombardisch Cürésc) ist eine Gemeinde mit 2574 Einwohnern (Stand 31. Dezember 2023) in der italienischen Provinz Novara (NO), Region Piemont.
Die Gemeinde besteht aus den Ortsteilen Cascine Enea und Marzalesco. Die Nachbargemeinden sind Boca, Borgomanero, Cavallirio, Fontaneto d’Agogna und Maggiora.
Das Gemeindegebiet umfasst eine Fläche von 8 km².